# چلوگا
شهر چلوگا (به روسی: Челзга) در کشور مونته‌نگرو واقع شده‌است. جمعیت این شهر ۱٬۴۰۴ نفر  است.